# Heteromys australis
Heteromys australis је врста глодара из породице кенгур-пацова (Heteromyidae).

## Распрострањење
Ареал врсте је ограничен на мањи број држава. 
Врста је присутна у Колумбији, Еквадору, Венецуели и Панами.

## Станиште
Станиште врсте су шуме до 2.500 метара надморске висине.

## Угроженост
Ова врста није угрожена, и наведена је као последња брига јер има широко распрострањење.